# Pokémon Evolutions
Pokémon Evolutions er en japansk-animeret original net animation-serie produceret af OLM og udgivet på YouTube og Pokémon TV af The Pokémon Company. I stil med TV-animefilmen fra 2013,Pokémon Origins, består serien af korte historier inspireret af Pokémon-spilserien (som starter med Generation VIII og går mod Generation I), i modsætning til Tv-serien. Hele 8 afsnit er blevet annonceret, én per region, og vil blive udgivet på engelsk på YouTube mellem den 9. september 2021 og den 23. december 2021.

## Afsnit
| nr. | Titel           | Regionen | Originale visning                   |
| --- | --------------- | -------- | ----------------------------------- |
| 1   | "The Champion"  | Galar    | 9. september 202116. september 2016 |
| 2   | "The Eclipse"   | Alola    | 23. september 2021                  |
| 3   | "The Visionary" | Kalos    | 7. oktober 2021                     |
| 4   | "The Plan"      | Unova    | 21. oktober 2021                    |
| 5   | "The Rival"     | Sinnoh   | 2. december 2021                    |
| 6   | "The Wish"      | Hoenn    | 9. december 2021                    |
| 7   | "The Show"      | Johto    | 16. december 2021                   |
| 8   | "The Discovery" | Kanto    | 23. december 2021                   |